# Stanwellia houhora
Espèce
Synonymes
- Aparua houhora Forster, 1968

Stanwellia houhora est une espèce d'araignées mygalomorphes de la famille des Pycnothelidae.

## Distribution
Cette espèce est endémique de Nouvelle-Zélande. Elle se rencontre au Northland.

## Description

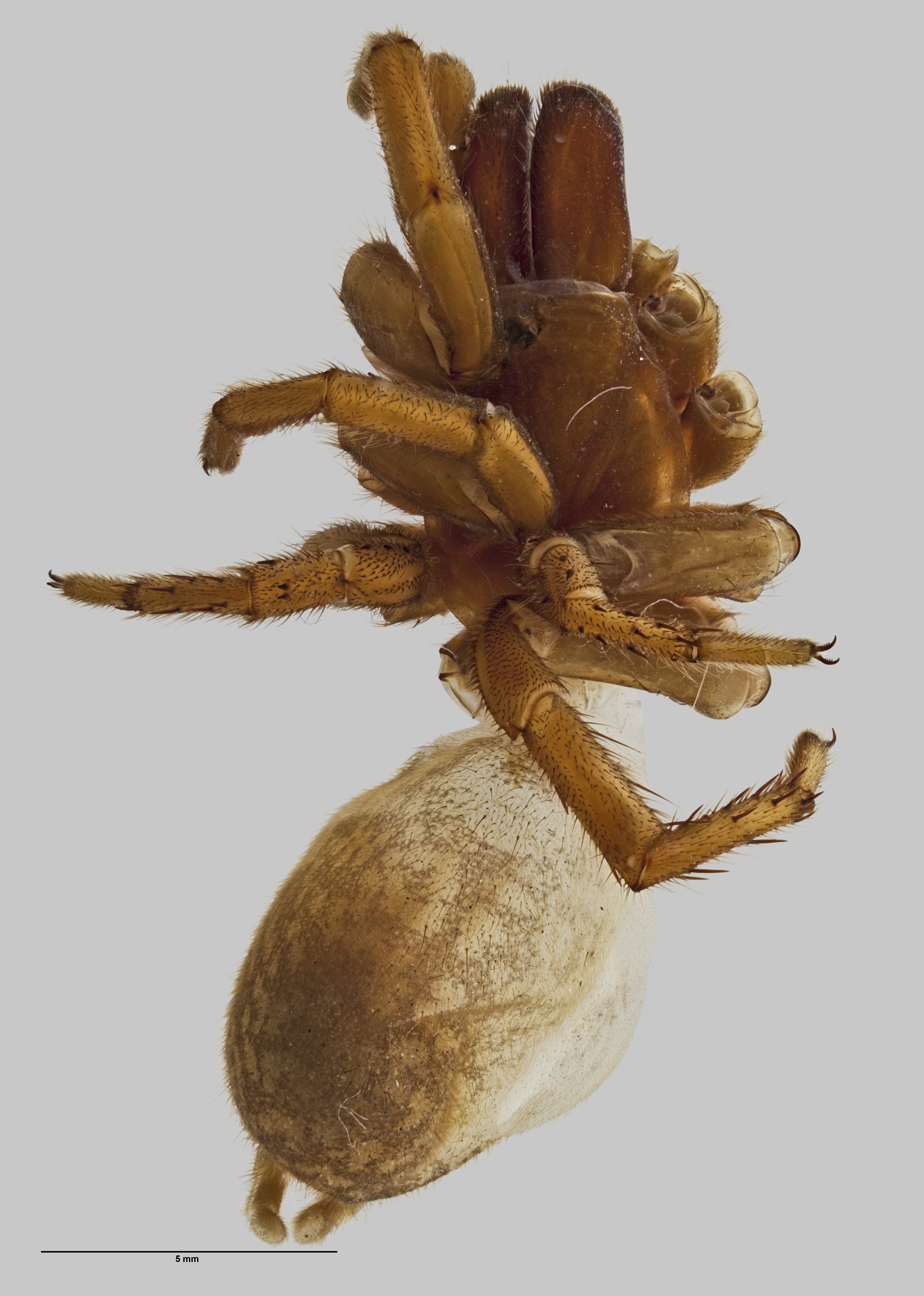
Stanwellia houhora ♀

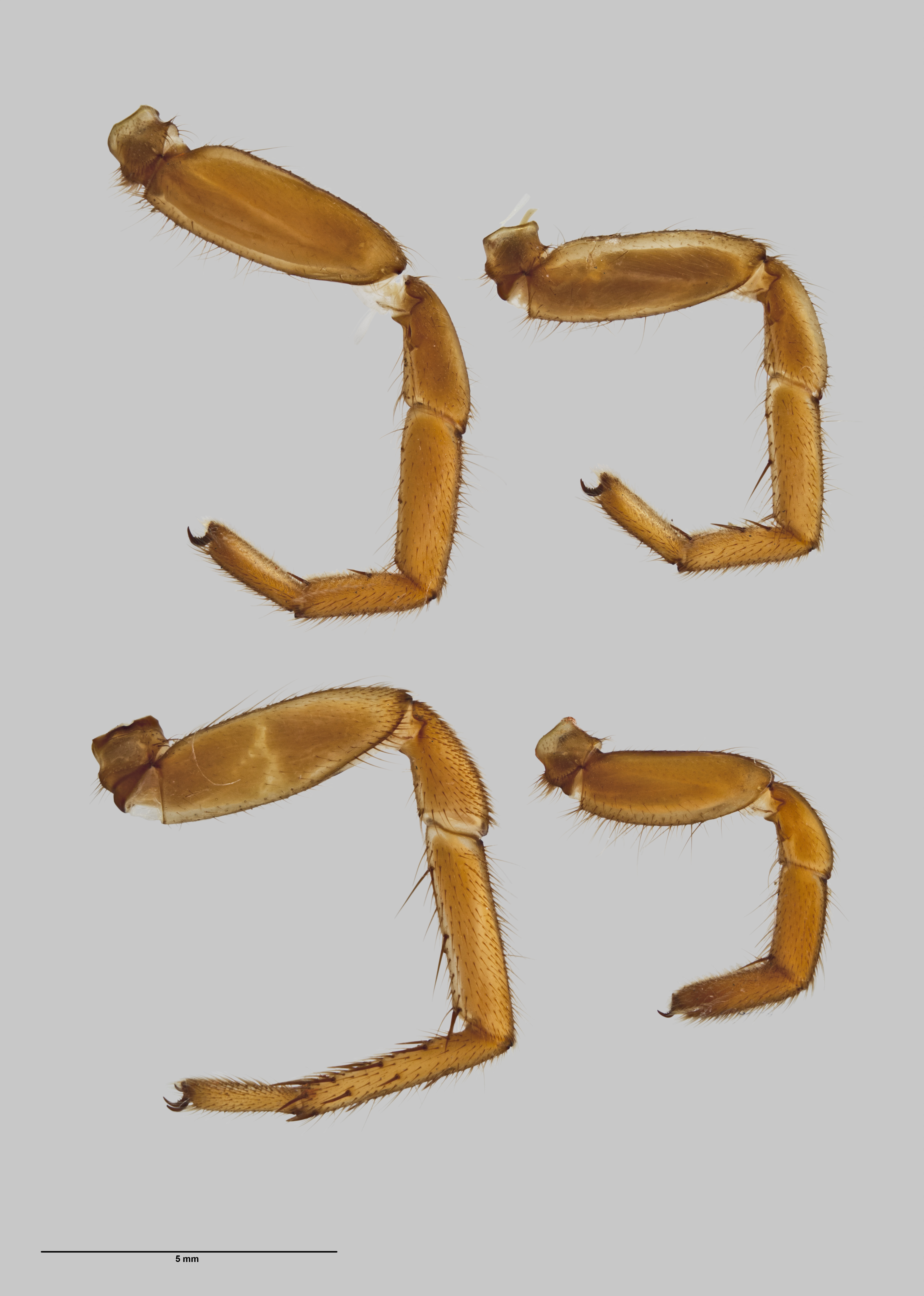
Stanwellia houhora

La carapace de la femelle holotype mesure 5,5 mm de long sur 4,3 mm et l'abdomen 8,0 mm de long sur 5,0 mm.

## Systématique et taxinomie
Cette espèce a été décrite sous le protonyme Aparua houhora par Forster en 1968. Elle est placée dans le genre Stanwellia par Main en 1983.

## Étymologie
Son nom d'espèce lui a été donné en référence au lieu de sa découverte, Houhora.

## Publication originale
- Forster, 1968 : The spiders of New Zealand. Part II. Ctenizidae, Dipluridae. Otago Museum Bulletin, vol. 2, p. 1-72 & 126-180.